# Baaraque (Afeganistão)
Baaraque (Baharak) é uma cidade do Afeganistão, localizada na província de Badaquexão. Está aproximadamente a 15 quilômetros de Jurme, no rio Coquecha. A Escola para Meninas de Baaraque foi inaugurada em 17 de dezembro de 2006 por Munshi Abdul Majeed, governador do Badaquexão, e atende cerca de 3 000 meninas que frequentam três turnos separados durante o dia.